# Euphorbia leuconeura
Euphorbia leuconeura Boiss. es una especie fanerógama perteneciente a la familia de las euforbiáceas. 

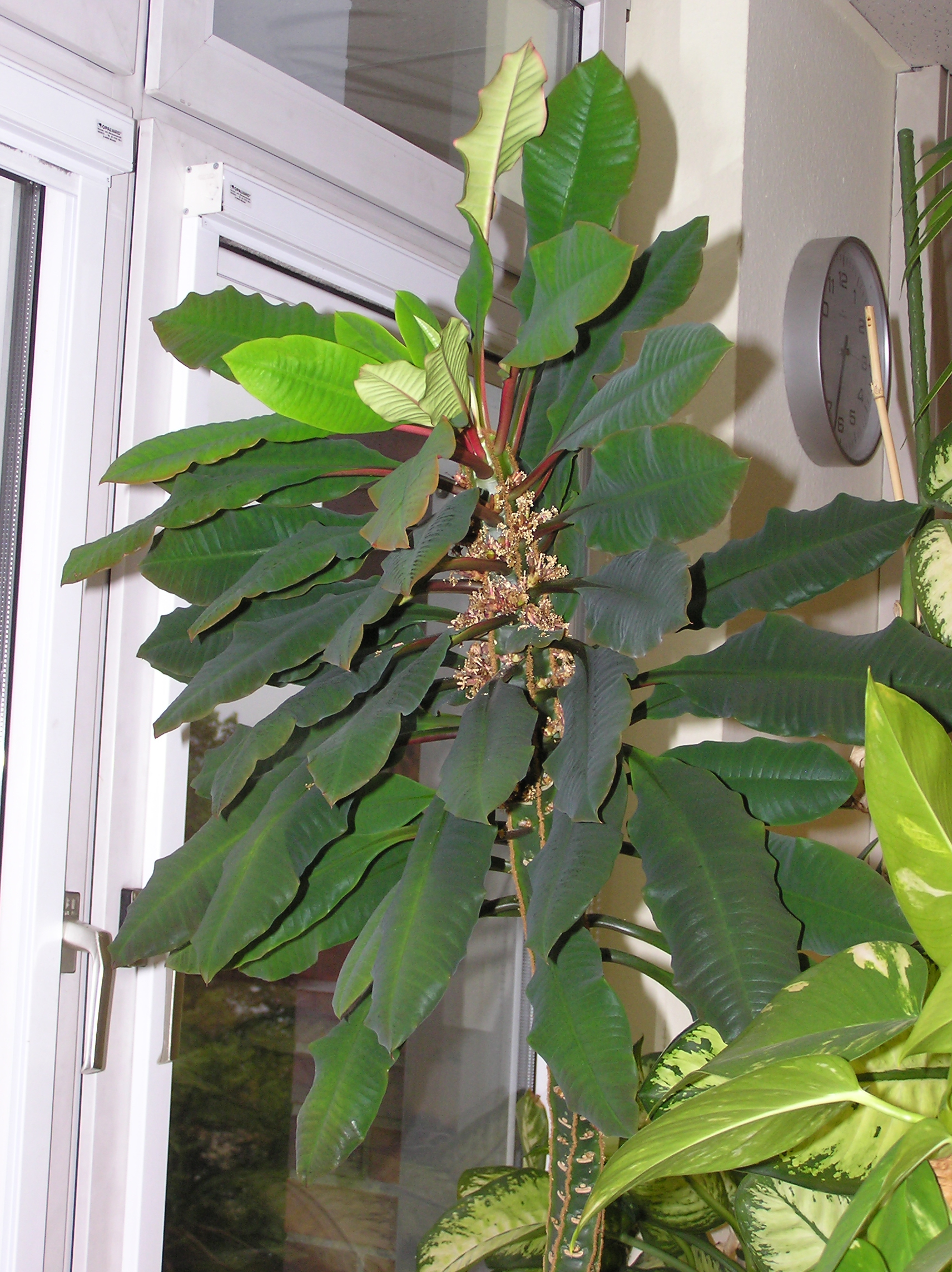
Planta con inflorescencia

## Distribución geográfica
Es endémica de Madagascar. Su natural hábitat son las zonas rocosas. Se propaga por sus semillas que expulsa a distancia en el aire. Está amenazado por la pérdida de hábitat.

## Cuidado
La joya de Madagascar se cultiva en casa en algunos casos. A diferencia de muchas plantas suculentas, E. leuconeura es menos susceptible a tener problemas por exceso de agua. Tiende a ser relativamente fácil para el cuidado.   Cuando la planta es dañada segrega un líquido blanco que es tóxico, causa grave irritación de la piel y puede ser agente de la promoción de un tumor. Se debe tener cuidado y usar guantes cuando se manipula la planta.

## Taxonomía
Euphorbia leuconeura fue descrita por Pierre Edmond Boissier y publicado en Prodromus Systematis Naturalis Regni Vegetabilis 15(2): 78, n. 287. 1862.
Etimología
Euphorbia: nombre genérico que deriva del médico griego del rey Juba II de Mauritania (52 a 50 a. C. - 23), Euphorbus, en su honor – o en alusión a su gran vientre –  ya que usaba médicamente Euphorbia resinifera. En 1753 Carlos Linneo asignó el nombre a todo el género.
leuconeura: epíteto latino que significa "con vetas blancas".
Sinonimia
- Euphorbia fournieri Rebut (1893).[7][8]